# 生活情報誌 月刊ぷらざ
生活情報誌 月刊ぷらざ（せいかつじょうほうし　げっかんぷらざ）とは、岐阜県岐阜市を中心に配布されているフリーペーパーである。

## 特徴
1990年（平成2年）創刊。毎月1日発行。
岐阜市黒野にあるヨツハシ株式会社　生活情報誌月刊ぷらざ事業部（編集者：下谷美恵子）が発行する無料のフリーペーパーである。
岐阜地区のフリーペーパーでは最も歴史が長い。
現在、店舗設置のみになり、配布はおこなわれてない。

## 当初の配布部数・配布地域
配布部数：300,000部（2011年頃まで）
配布地域：岐阜県岐阜市の全域、山県市、本巣市、瑞穂市、羽島市各務原市、関市、大垣市墨俣、本巣郡北方町、羽島郡笠松町、岐南町の一部　（2011年頃まで）
配置場所：配布地域の掲載店、協力店